# 佐治·佐治斯古
佐治·佐治斯古（羅馬尼亞語：George Georgescu，1887年9月12日—1964年9月1日）是羅馬尼亞的一名音樂家、指揮家。

## 外部連結
- George Georgescu English-language biography
- Georgescu discography (text in French) （页面存档备份，存于）